# Förföljaren
Förföljaren (originaltitel: The Searchers) är en amerikansk westernfilm från 1956 i regi av John Ford, med John Wayne i huvudrollen. Manuset skrevs av Frank S. Nugent efter Alan Le Mays roman. Filmen är baserad på en verklig händelse.
År 1989 valdes filmen ut för att bevaras i National Film Registry av USA:s kongressbibliotek då den anses vara ”kulturellt, historiskt eller estetiskt betydelsefull”.

## Handling
1868 i Texas. Ethan (John Wayne) återkommer från inbördeskriget till sin bror och dennes familj, bosatta på prärien. Indianerna anfaller och dödar alla utom småflickorna Lucy (Pippa Scott) och Debbie (Lana Wood). Ethan och hans brorson Martin (Jeffrey Hunter) ger sig iväg för att följa efter indianerna och hitta flickorna. De hittar snart Lucy dödad. I flera år letar de efter Debbie, men för Martin står det så småningom klart att Ethan tänker döda Debbie. Efter att ha levt bland indianerna i flera år har hon säkert blivit bortgift med en indian och därigenom besudlad.

## Om filmen
Inspelningen ägde främst rum i Monument Valley, Arizona.

## Rollista
- John Wayne – Ethan Edwards
- Jeffrey Hunter – Martin "Marty" Pawley
- Vera Miles – Laurie Jorgensen, Martys fästmö
- Ward Bond – Samuel "Sam" Johnston Clayton, militärpräst
- Natalie Wood – Debbie Edwards som vuxen
- John Qualen – Lars Jorgensen, Lauries far
- Olive Carey – Mrs. Jorgensen, Lauries mor
- Henry Brandon – Cicartrice (Scar), indianhövding
- Ken Curtis – Charlie McCorry
- Harry Carey, Jr. – Brad Jorgensen
- Antonio Moreno – Emilio Gabriel Fernández y Figueroa
- Hank Worden – Mose Harper
- Beulah Archuletta – Wild Goose Flying in the Night (Look), indiankvinna som köps av Marty
- Walter Coy – Aaron Edwards; Ethans bror, Debbies far
- Dorothy Jordan – Martha Edwards, Aarons hustru
- Pippa Scott – Lucy Edwards, Aarons och Lucys dotter
- Pat Wayne – löjtnant Greenhill
- Lana Wood – Debbie Edwards som ung